# Новая философская энциклопедия
Но́вая филосо́фская энциклопе́дия — первая академическая философская энциклопедия, изданная в постсоветской России. Содержит свыше 5000 статей о философских направлениях, школах и учениях, понятиях и терминах, произведениях, а также персоналий, за авторством более 400 специалистов.

## Ответственные организации
- Институт философии Российской академии наук
- Национальный общественно-научный фонд
- Издательство «Мысль»

## Научно-редакционный совет
- В. С. Стёпин, академик РАН
- А. А. Гусейнов, член-корреспондент РАН
- Г. Ю. Семигин, доктор политических наук
- А. П. Огурцов, доктор философских наук

## Издания
- Новая философская энциклопедия. — М.: Мысль, 2000. — Т. 1—4. — 2659 с. — ISBN 5-244-00961-3.
- Новая философская энциклопедия. — 2-е изд., испр. и допол. — М.: Мысль, 2010. — Т. 1—4. — 2816 с. — 5000 экз. — ISBN 978-5-244-01115-9.

## Оценки
Философ и востоковед М. Т. Степанянц в 2009 году в предисловии к «Индийская философия: Энциклопедия» отметила следующее:
О серьёзных подвижках в области философской индологии на рубеже XX—XXI вв. свидетельствует и то, на каком высоком уровне индийская философия представлена в новейших отечественных энциклопедических изданиях. Речь идёт прежде всего о четырёх томах «Новой философской энциклопедии» (М., 2001), в которую вошло около 350 статей, посвящённых индийским философским категориям, понятиям, школам и персоналиям. Так широко и обстоятельно индийская философия не описана ни в одной из зарубежных философских энциклопедий.
- Юрий Семенов[3]:

Общий уровень философии в нашей стране в советскую эпоху был довольно невысок. Но то, что у нас сейчас творится, не укладывается ни в какие рамки. Эта деградация бросается в глаза при сравнении, например, с четырёхтомной «Новой философской энциклопедии» со старой пятитомной «Философской энциклопедией». При всех недостатках последняя в целом выделялась достаточно высоким уровнем философской культуры. И в новой имеются отдельные неплохие статьи, но в целом она (как и многие другие философские словари) заполнена самой низкопробной халтурой. 
А. А. Тахо-Годи: «Как ни странно, но старая советская философская энциклопедия — в пяти томах — гораздо лучше новой: она была сделана действительно объективно, добросовестно и фундаментально, тогда как статьи новой философской энциклопедии — четырёхтомной — по большей части сборник личных авторских мнений».